# ŁTK Ługańsk
ŁTK Ługańsk (ukr. Міні-Футбольний Клуб «ЛТК» Луганськ, Mini-Futbolnyj Kłub "ŁTK" Łuhanśk) – ukraiński klub futsalu z siedzibą w Ługańsku, występujący w futsalowej Ekstra-lidze Ukrainy.

## Historia
Chronologia nazw:
- 2003–...: ŁTK Ługańsk (ukr. «ЛТК» Луганськ)

Klub futsalowy ŁTK Charków został założony w 2003 roku przez ŁTK (Ługańska Telefoniczna Kompania). W pierwszym sezonie 2003/04 roku klub debiutował w Pierwszej Lidze, gdzie zajął 2.miejsce i awansował do Wyższej Ligi.
W 2008 roku klub osiągnął swój pierwszy najwyższy sukces - został półfinalistą Pucharu Ukrainy.
Obecnie gra w najwyższej klasie rozgrywek ukraińskiego futsalu.

## Sukcesy
Sukcesy krajowe
- Mistrzostwo Ukrainy:
  - 8 miejsce (1x): 2004/05, 2009/10
- Puchar Ukrainy:
  - półfinalista (2x): 2007/08, 2009/10

## Hala
Drużyna rozgrywa swoje mecze w Hali SportKompleksu "Start", znajdującej się przy ul. Obronna 112b w Ługańsku.